# والیه (یمن)
 والیه  به عربی ( والیةَ  ) روستای است در عزلهٔ (بلاد خولان عامر)، در ناحیهٔ الوقرة، از توابع استان شبوه در کشور یمن در شبه جزیره عربستان است. 
جمعیت آن ۲۴۴ نفر (۹ خانوار) می‌باشد.